# Stupid Love
"Stupid Love" é uma canção gravada pela cantora estadunidense Lady Gaga que serviu como o lead single de seu sexto álbum de estúdio, Chromatica (2020). Seu lançamento ocorreu em 28 de fevereiro de 2020 por intermédio da Interscope Records.

## Composição
Após o vazamento da canção, a revista Harper's Bazaar descreveu "Stupid Love" como "uma canção upbeat com grandes vocais e uma produção inspirada em batidas dance e em música eletrônica", classificando-a como "um dos próximos sucessos radiofônicos da artista". Michael Cuy, da revista Nylon, descreveu a canção como "uma mistura entre "Bad Kids" e "The Edge of Glory" com uma batida que continuamente remete à "Do What U Want" e sua sonoridade synthpop e electropop", sendo "o tipo de canção que você facilmente imagina tocando num sistema sonoro de alta qualidade." A revista Variety classificou a versão vazada como um "hino disco que traz, de certa forma, resquícios do Born This Way". Escrevendo para a Rolling Stone, Claire Shaffer e Althea Legaspi descreveram a canção como uma "obra dance", enquanto Ben Kaye da Consequence of Sound a considerou "petardo de música disco e eletrônica".

## Promoção e lançamento
Em 31 de outubro de 2019, Gaga postou uma imagem na qual estava escutando uma faixa de mesmo nome. Em janeiro de 2020, uma demo da canção foi vazada completamente, viralizando no Twitter. Seguidamente, Gaga reagiu ao lançamento de forma irônica.
Na semana seguinte, Kyle Munzenrieder, da revista W, escreveu: "[Stupid Love] mostra a versão clássica de Gaga com um coro poderoso. Clubes LGBTs ao redor do mundo começaram a tocar a canção completa. Seus fãs começaram a dissecar o que a canção poderia nos dizer sobre seu próximo álbum. Gaga, no entanto, não apoiou o vazamento."
Gaga não tocou a música durante o seu programa Super Saturday Night da AT&T TV no Meridian em Island Gardens, apesar dos pedidos dos membros da platéia. Em 25 de fevereiro de 2020, Gaga confirmou o lançamento da canção como single oficial de seu sexto álbum, a ocorrer em 28 de fevereiro de 2020. Em 27 de fevereiro de 2020, Gaga liberou um teaser do clipe nas redes sociais. Em 28 de fevereiro, junto do lançamento oficial da canção, o clipe estreou no YouTube, tendo sido dirigido por Daniel Askill.
Jeen Sharma, da publicação Paper, descreveu as imagens promocionais da canção como "o pop encontra o punk". As imagens contêm Gaga vestindo uma roupa rosa monocromática com maquiagem feita com seus produtos da Haus Laboratories. Antes de estrear a canção, Gaga postou um tweet dizendo que "a Terra estava cancelada". A canção foi destacada em um comercial da Apple como parte da campanha "Shot on iPhone 11 Pro". Seguidamente, a Apple confirmou que o videoclipe foi inteiramente filmado com o aplicativo Filmic Pro num iPhone 11 Pro. No serviço de streaming Apple Music, a canção foi colocada no topo da Today's Top Hits e, no Spotify, nas playlists New Music Daily e Today's Hits. Horas após o lançamento, a canção e o nome de Lady Gaga permaneceram nos trending topics mundialmente.

## Videoclipe

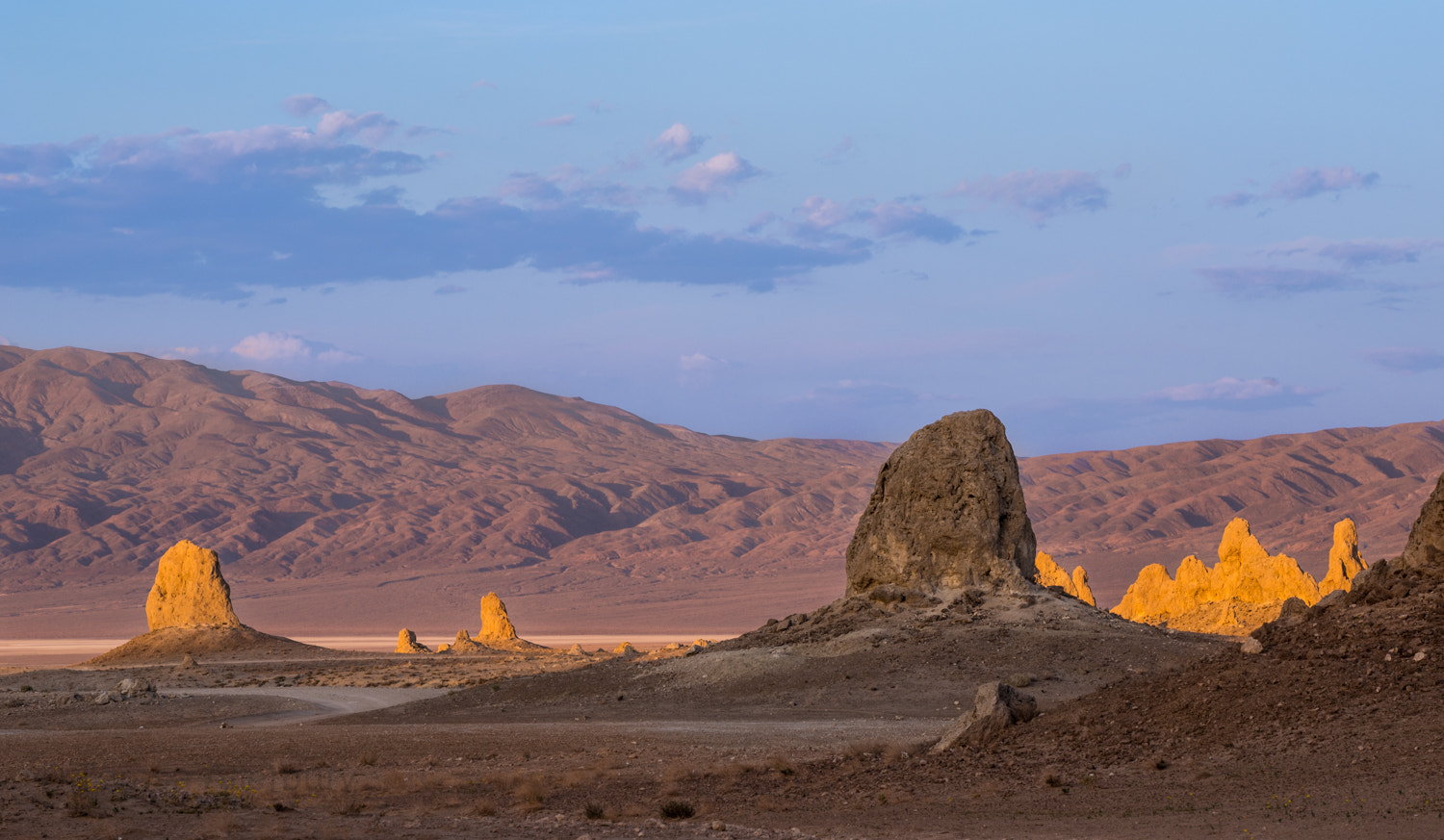
Trona Pinnacles, locação do videoclipe de "Stupid Love"

O videoclipe de "Stupid Love" foi dirigido por Daniel Askill e coreografado por Richard Jackson. Lançado em 28 de fevereiro nos Estados Unidos e na MTV, foi promovido com trechos no dia anterior. Filmado no Trona Pinnacles, na Califórnia, o vídeo mostra Gaga combatendo "facções em guerra para estabelecer um mundo mais compassivo". O vídeo foi filmado inteiramente no iPhone 11 Pro utilizando o sistema de câmera triplo do dispositivo.

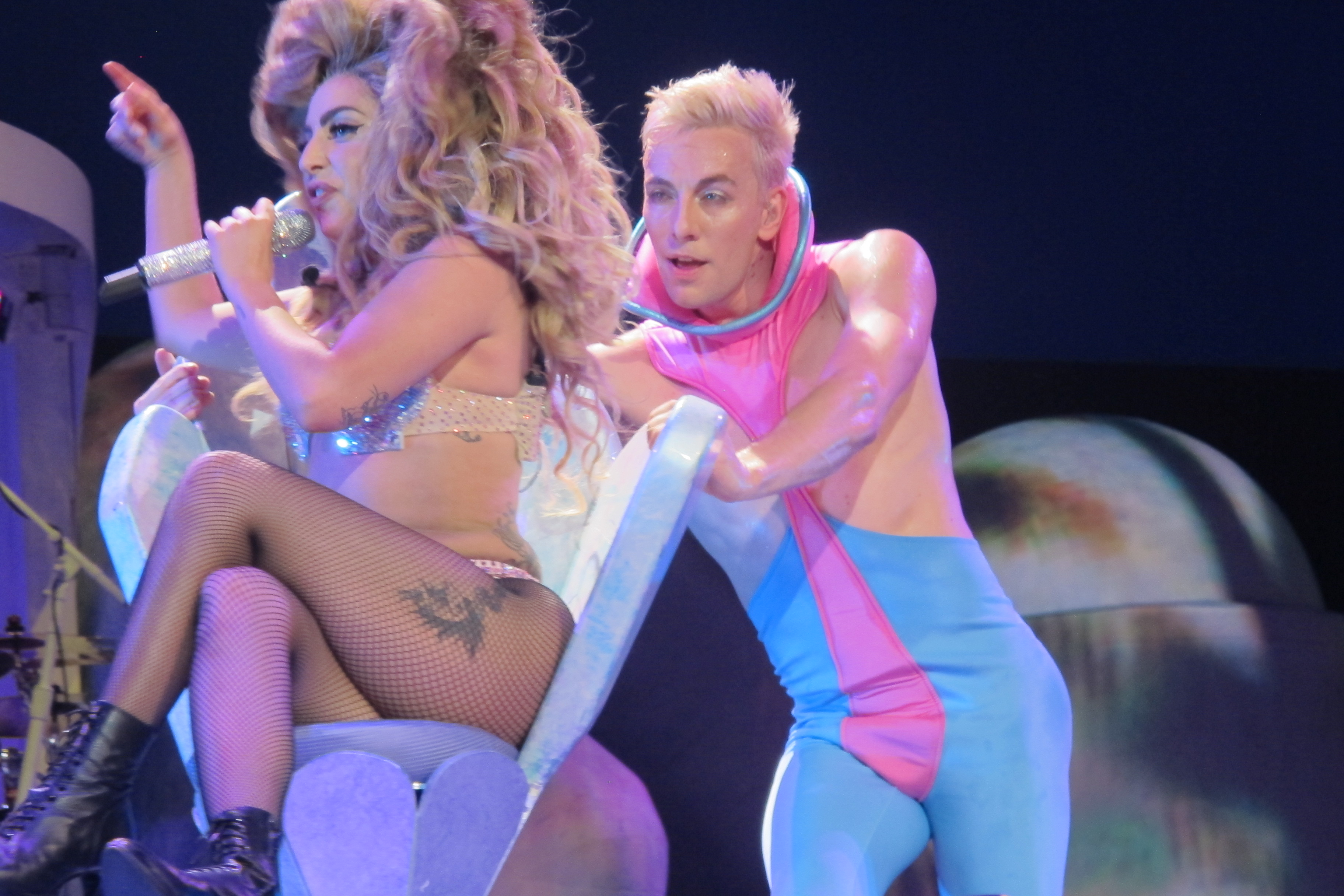
O estilo camp de "Stupid Love"' rendeu comparações ao álbum Artpop

O videoclipe é aberto com o texto "o mundo apodrece em conflito. Muitas tribos lutam por domínio. Enquanto os seres Spiritual oram e dormem pela paz, os Kindness lutam pela Chromatica." Seguidamente, Gaga e o seu grupo são vistos correndo em direção à batalha. O humor de Gaga oscila de júbilo a tristeza ao desintegrar o conflito entre dois dançarinos ao levitá-los. Craig Jenkins, da publicação Vulture, descreveu o vídeo como um "exagero visual intencional", e comparou a coreografia ao videoclipe de "Genesis", de Grimes, ao jogo Bayonetta e à franquia Star Trek. Brandon Wetmore, da revista Paper, descreveu o videoclipe como uma "parada LGBT que evoca Mad Max", combinando a coreografia da era "Bad Romance" com a era Artpop e contrastando com a vibração e a cor do vídeo com os tons suaves e sombrios da era A Star Is Born.
A revista Vogue do Reino Unido descreveu o visual de Gaga e o videoclipe como um "guerreiro do deserto inspirado n[a] (estética) Y2K". Numa entrevista concedida à Harper's Bazaar, a maquiadora de Gaga, Sarah Tanno, afirmou que a utilização de peças que evocam armadura ocorreu devido ao desejo de Gaga para se sentir forte durante o clipe. Em relação aos desejos de Gaga, Tanno disse: "ela queria exsudar uma 'Kindness Punk', alguém que luta pela gentileza e traz o amor." Tanno buscou inspiração em uma época anterior de Gaga para a criação das indumentárias e objetos faciais, afirmando: "Na era Born This Way, ela utilizava próteses nas bochechas, então eu pensei: o que posso fazer de especial para ela? Essa armadura virá naturalmente em tons de rosa metálico." Querendo que os objetos se mexessem durante os movimentos e a coreografia, Tanno desenvolveu as peça faciais com materiais semelhantes a próteses ósseas, ao invés de optar por metal. Os figurinos do vídeo foram desenhados por Laurel DeWitt, especialista em artesanato com metal. Segundo DeWitt, "as cenas de humor continham uma mistura louca de armaduras futuristas, alienígenas e uma vibe entomológica Tudo tinha que ser rosa, então, eu trabalhei com a equipe de estilo dela e fiz a minha interpretação. Metais rosas! Quero dizer, vamos lá. Foi perfeito!"

## Recepção crítica

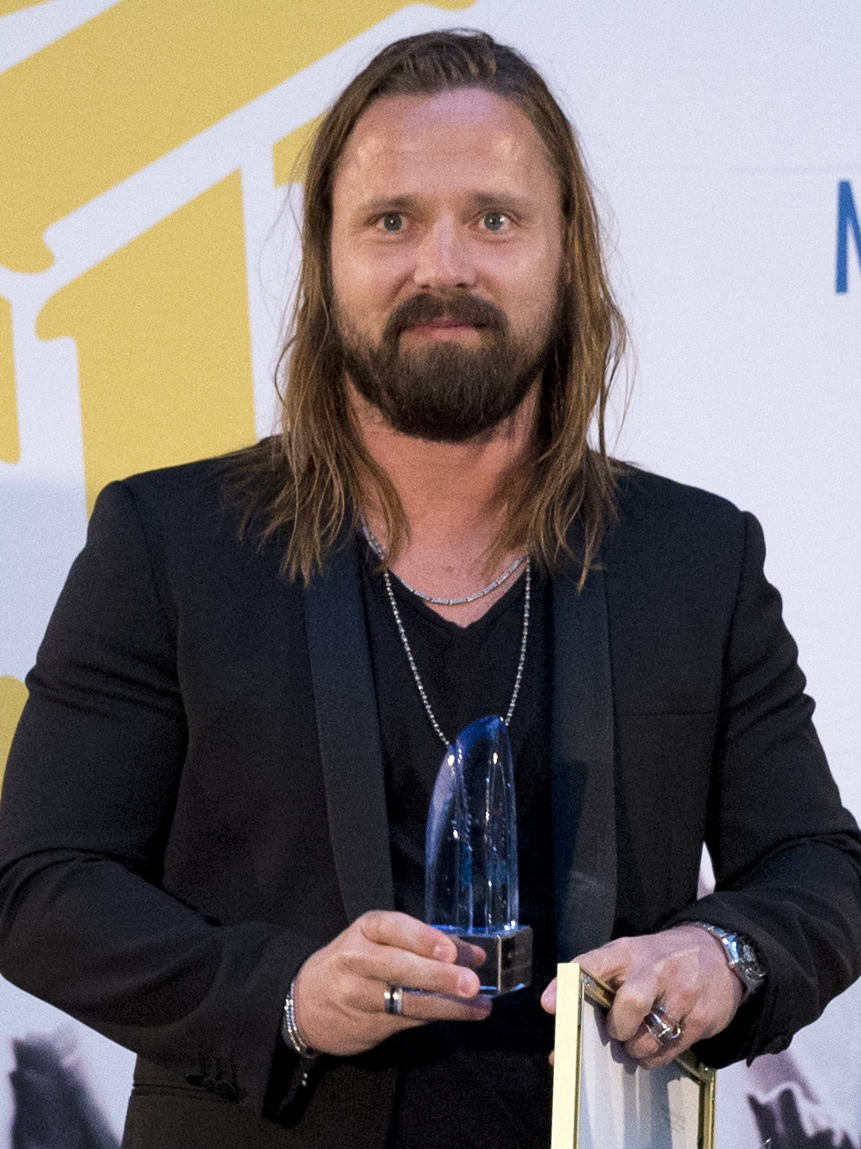
A única vez em que Lady Gaga colaborou com o extremamente bem-sucedido compositor e produtor Max Martin (na imagem) foi com "Stupid Love". Martin é um dos cinco compositores do single. Para além disso, assegurou também a produção vocal de "Stupid Love".

Após o lançamento, "Stupid Love" foi aclamada pela crítica especializada. Escrevendo para a NME, Rhian Daly pontuou: "Lady Gaga volta à pista de dança com uma música energética. [Stupid Love] começa com um refrão repetido de nossa estrela que, por si só, soa como se ela estivesse em casa numa pista de dança de garagem dos anos noventa. Quando aparecem os sintetizadores sombrios dos anos 80, a canção torna-se um apelo intergalático e retro-futurista às declarações desavergonhadas canção. [...] No videoclipe, somos apresentados a diferente facções, cada uma com sua própria cor, lutando no deserto. Cabe a Gaga a "bondade punk" de cabelos rosados para mostrá-los o erro de seus caminhos e reuni-los." Harry Fletcher, do London Evening Standard, elogiou a canção, dizendo: "[Stupid Love] é o retorno da versão clássica de Gaga. Trata-se de um estrondoso e eufórico projeto de synthpop repleto de ganchos que remetem ao seu subestimado álbum, Artpop (2013). As letras têm uma visão empoderadora para iniciar um novo relacionamento e se abrir emocionalmente. O vídeo também tem todas as características clássicas de Gaga: uma homenagem vívida e de inspiração retrô à ficção científica dos anos 60, com a cantora surtando em um planeta distante. Talvez falte algumas das idiossincrasias mais interessantes de seu melhor trabalho, mas é um retorno enfático e um bom presságio para seu próximo álbum. É bom tê-la de volta."
Numa análise positiva para o USA Today, Jennifer McClellan escreveu: ""Julgando pela batida sólida e viciante de synthpop, Gaga voltou completamente às suas raízes. Enquanto aproveitamos a sua incursão em outras sonoridades, como em Joanne (2016), estamos felizes com a volta da mamãe monstro. Não podemos esperar para ver e ouvir o que vem pela frente." Claire Shaffer e Althea Legaspi, da Rolling Stone, escreveram: "No fantástico vídeo de "Stupid Love", Lady Gaga luta contra facções beligerantes para estabelecer uma ordem mundial mais compassiva. A canção é aberta com cordas, mas rapidamente se torna dance." Para a Entertainment Weekly, Joey Nolfi escreveu: "Gaga acaba de lançar um hino com temática dos anos 80 e um videoclipe colorido à frente de seu sexto álbum de estúdio. Sonoramente, a nova canção remonta à era Born This Way (2011). A música marca um ponto de virada perceptível para a artista, após liderar um período predominantemente inspirado no rock. Ouça-a salvar a música pop."
Numa análise da canção e numa reflexão sobre a trajetória de Gaga, a revista The Fader pontuou: "[Stupid Love], que contém amostras clássicas de BloodPop e tem como destaque baixos sintetizadores populares/intelectuais que eu só poderia associar com Gaga, tem todos os ingredientes de um hit clássico de Gaga. É agradável, mas também me faz sentir como se meu cérebro estivesse tendo espasmos; é inteligente, e ainda assim, de alguma forma, também é muito, muito estúpido. Tem até mesmo Gaga alongando sua pronúncia de ‘amor’ três, talvez quatro vezes — uma base das suas melhores músicas. Mas não parece uma música que irá colocar Gaga de volta ao n.º 1." Em contrapartida, a publicação Slant Magazine avaliou a canção de forma negativa, dizendo: "Lançado oficialmente nesta sexta-feira, o novo single de Lady Gaga é viciante, mas nada criativo e com uma linha de sintetizadores que remetem a "Do What U Want", em colaboração com R. Kelly. O vídeo é tão brega quanto parece e carece de mitologia sofisticada ou da narrativa presente em vídeos como "Born This Way", de 2011. "Stupid Love" parece o produto de uma artista adulta tentando atrair uma fã-base que ela aparentemente acredita ser composta de adolescentes desajustados."
Numa análise positiva para a renomada Pitchfork, Jamieson Cox escreveu: "Lady Gaga permaneceu como uma das maiores estrelas pop do planeta sem realmente fazer muita música pop. "Stupid Love", seu novo single, é um retorno brilhante muito pop ao gênero pop. É a versão clássica de Gaga, aquela fase imperial no final dos anos 2000, quando a única coisa maior que seus sucessos eram os videoclipes e obras de arte conceituais que os cercavam. [...] Há um apetite por esse tipo de som exuberante, evidenciado pelo frenesi geral desde o vazamento da música no início do ano. "Stupid Love" talvez não a coloque no epicentro do pop novamente, mas consegue capturar o suficiente do espírito excêntrico e indomável que a tornou tão refrescante no início."

## Recepção comercial
Nos Estados Unidos, "Stupid Love" estreou em n.º 5 na Billboard Hot 100, tornando-se o décimo sexto hit de Gaga a chegar ao Top 10, e o décimo segundo a chegar ao Top 5. A cantora não estreava em posição tão alta na tabela desde "The Edge of Glory" em 2011. Com isso, Gaga se tornou a quinta artista a posicionar uma música entre as dez primeiras nas décadas de 2000, 2010 e 2020. Além disso, "Stupid Love" estreou no topo da Digital Songs com 53.000 cópias vendidas (sendo a sétima música de Gaga a chegar ao topo da tabela) e também da Hot Dance/Electronic Songs, (tornando-se seu quinto número n.º 1 e vigésimo oitavo hit presente na tabela, a maior quantidade por um artista solo).
No Reino Unido, "Stupid Love" estreou em quinto lugar na UK Singles Chart, com 41,000 unidades vendidas, dando a Gaga seu décimo terceiro hit top 10 naquele território. Embora tenha sido a música mais vendida da semana, foi a décima segunda entre as mais transmitidas, o que certamente influenciou sua posição na tabela. Uma situação semelhante ocorreu na Irlanda, onde "Stupid Love" foi a música mais vendida da semana, mas, devido às baixas taxas de transmissão, estreou no número seis da tabela oficial, tornando-se a décima quinta faixa de Gaga a figurar entre as dez primeiras posições no país.
Na Austrália, "Stupid Love" estreou no número sete na tabela oficial do país, tornando-se a melhor estreia da semana, e também deu a Gaga sua décima terceira música a figurar entre os dez primeiros em solo australiano.

## Créditos
OS créditos abaixo foram adaptados do Tidal.
- Lady Gaga – vocais, composição
- BloodPop – produção, composição, baixo, bateria, guitarra, teclados, percussão
- Tchami – produção, composição, mixagem, baixo, bateria, guitarra, teclados, percussão
- Max Martin – composição, produção vocal
- Ely Rise – composição
- Benjamin Rice – produção vocal, mixagem, engenheiro de gravação
- Tom Norris – mixagem
- John "JR" Robinson – bateria